# Centrale de Feroze Gandhi Unchahar
La centrale de Feroze Gandhi Unchahar est une centrale thermique alimentée au charbon située dans l'État de l'Uttar Pradesh en Inde.